# (9035) 1990 SH1
(9035) 1990 SH1 là một tiểu hành tinh vành đai chính. Nó được phát hiện bởi Henry E. Holt ở Đài thiên văn Palomar in United States ngày 16 tháng 9 năm 1990.